# 세르게이 주코프 (아이스하키 선수)
세르게이 페트로비치 주코프(러시아어: Серге́й Петро́вич Жу́ков, 1975년 11월 23일~)는 러시아의 전직 아이스하키 선수이다. 선수 시절 포지션은 수비수로 HC 시비리 노보시비르스크와 로코모티프 야로슬라블에서 뛰었으며, 러시아 국가대표로서 2006년 동계 올림픽과 세계 선수권 대회 4번 참가했다.

## 클럽 경력
노보시비르스크 출신으로 1992년에 당시 독립국가연합 리그의 HC 시비리 노보시비르스크에 입단하여 선수 생활을 시작했으며, 러시아 아이스하키 연맹 출범 이후에는 소속팀이 러시아 슈퍼 리그에 편입되었다. 1994년에 현재의 로코모티프 야로슬라블의 전신인 토르페도 야로슬라블에 입단하였다. 야로슬라블의 선수로서 1997년, 2002년, 2003년에 러시아 슈퍼 리그 우승에 기여했다. 2002년에는 아이스하키 선수로서의 공로로 명예 러시아 체육 명장 칭호를 받았으며, 2008년에는 리그 준우승을 차지했다. 2004년과 2010년에는 콘티넨탈 하키 리그 페어플레이상을 받았다. 2011년 7월 22일에 은퇴를 선언했다.

## 국가대표팀 경력
1998년에 러시아 국가대표팀에 발탁되어 스위스에서 열린 세계 선수권 대회에 참가하여 6경기에 출전했다. 2001년에 다시 국가대표로 발탁되어 독일에서 열린 세계 선수권 대회에 참가하여 7경기에 출전하여 어시스트 1개를 기록하였다. 이듬 해인 2002년에도 세계 선수권 대회 대표로서 스웨덴에서 열린 세계 선수권 대회에 참가하여 9경기에 출전하여 1골을 넣고 어시스트 2개를 기록했다. 러시아는 이 대회에서 은메달을 획득하였다.
이후 2006년에는 올림픽 국가대표로 발탁되어 이탈리아 토리노에서 열린 동계 올림픽에 참가하였으며, 8경기에 출전하여 어시스트 2개를 기록하였다. 같은 해에 유럽 하키 투어에도 러시아 국가대표로 참가하였고, 라트비아에서 열린 2006년 세계 선수권 대회에 참가하여 7경기에 출전하여 1개의 어시스트를 기록하였다.

## 수상

### 클럽
시비리 노보시비르스크
- 콘티넨탈 하키 리그 우승(1997)

로코모티프 야로슬라블
- 콘티넨탈 하키 리그 우승(2002, 2003)
- 슈펭글러컵: 준우승(2003)

### 국가대표팀
- 세계 선수권 대회 준우승(2002)